# Los Palmitos
Los Palmitos es un municipio colombiano del departamento de Sucre ubicado cerca de las estribaciones de los Montes de María y en la subregión de Sabanas. Se sitúa a 15 km de la capital departamental, Sincelejo.
El municipio es conocido por ser la Cuna del Vallenato Sabanero. 

## Toponimia
El nombre de Los Palmitos surgió del señalamiento cotidiano con el que viajeros y comerciantes distinguían al sitio que les servía de albergue y de descanso, por ser punto intermedio hacia la meta que se pretendía alcanzar después de una dura cabalgata a través de los tortuosos caminos de herradura, que eran nuestras más importantes vías de comunicación en el incipiente mercado regional. Este albergue estaba ubicado en lo que hoy es el barrio El Jardín, en una finca denominada "Santa Bárbara de Los Palmitos", la cual era adornada por la presencia majestuosa de numerosos árboles de palma amarga.

## Geografía

### Límites
| Noroeste: Coloso | Norte: Ovejas                    |                 |
| Oeste: Morroa    |                                  | Este: San Pedro |
|                  | Sur: Corozal San Juan de Betulia | Sureste: Sincé  |

## Economía
La Economía del municipio se basa principalmente en actividades del sector primario. La agricultura se caracteriza por la siembra de tabaco, yuca, ñame, algodón, patilla (sandía), y otros productos agrícolas propios de los Montes de María y de la Sabana. También se ha desarrollado una mediana pero no menos significativa ganadería y piscicultura.

## Organización territorial
Su Cabecera municipal, se encuentra dividido en 19 barrios aprox.

#### Centros poblados
Los Palmitos tiene bajo su jurisdicción los centros poblados:
- Charcón
- El Coley
- El Hatillo
- El Piñal
- Jesús María de Palmito
- Palmas de Vino
- Sabanas de Beltrán
- Sabanas de Pedro
- San Jaime

#### Veredas
El municipio tiene constituido las siguientes veredas:
Arenal, Bajo Venecia, Bocagrande, El Bonguito, Cañito, El Delirio, El Nogal, El Recreo, El Rincón, El Tamarindo, El Tigre, El Triunfo, La Aldea, La Graciela, La Pista, La Unión, Las Brisas, Laurel, Los Ángeles, Los Muñecos, Los Bleos, Moralito, Naranjal, Nuevo Cambio, Puerta de Hierro (El Bongo), Puerto Asís, Quibdó, Quintero, San José, Santa Elena y Soledad.

## Cultura y tradiciones
En Los Palmitos se suelen celebrar las fiestas al patrono municipal, el festival por la vida. También es el lugar de nacimiento de grandes expositores de la música vallenata a nivel internacional como Alfredo Gutiérrez y Lisandro Meza. Por otra parte, cuenta con una gran colección de piezas arqueológicas de la cultura Zenú-Malibú, encontradas recientemente en la excavación San Felipe, y que se pueden apreciar en la Casa de la Cultura.(Todas las piezas de alfarería se encuentran en el municipio, mientras que la orfebrería y el hierro reposan en el ICANH)

### Festividades
- Festival por la Vida (de la canción inédita): Se celebra anualmente en la Cabecera municipal.
- Carnavales: Evento en el que participan candidatas que representan los diferentes barrios del municipio.
- Jornadas culturales de los institutos educativos: Espacios en los cuales los jóvenes expresan sus aptitudes artísticas.
- Festival de la Patilla: Se celebra en el corregimiento Sabanas de Pedro.
- Festival del Ají Picante: Se celebra en el corregimiento El Piñal.
- festividades en honor a Santa Rosa de Lima. Se celebra el 30 agosto en la Cabecera municipal.
- festividades en honor al Divino Rostro. se celebra el 30 de enero en la Cabecera municipal.

## Lugares de interés
- Palacio Municipal: Construido en hermosa arquitectura neoclásica.
- Glorieta de la hoja de tabaco: Ubicada en la plaza principal del municipio.
- Plaza de la Cruz
- Cerro de las Lomas
- Tarima municipal
- Plaza mayor
- Casa de la Cultura

## Estructura organizacional municipal
| Los Palmitos | Los Palmitos | Los Palmitos               |
| Departamento | Código DANE  | Categoría municipal (2022) |
| ------------ | ------------ | -------------------------- |
| Sucre        | 70418        | Sexta                      |

- Personería: Es un centro del Ministerio Público de Colombia que ejerce, vigila y hace control sobre la gestión de las alcaldías y entes descentralizados; velan por la promoción y protección de los derechos humanos; vigilan el debido proceso, la conservación del medio ambiente, el patrimonio público y la prestación eficiente de los servicios públicos, garantizando a la ciudadanía la defensa de sus derechos e intereses.

El actual Personero municipal es Carlos Lozada (2024-2027).
- Concejo Municipal: Es la suprema autoridad política del municipio. En materia administrativa sus atribuciones son de carácter normativo. También le corresponde vigilar y hacer control político a la administración municipal. Se regulan por los reglamentos internos de la corporación en el marco de la Constitución Política Colombiana (artículo 313) y las leyes, en especial la Ley 136 de 1994 y la Ley 1551 de 2012.

Constituido por 11 concejales por un periodo de 4 años.
- Alcaldía Municipal: En esta se encuentra la administración municipal y las entidades descentralizadas del municipio.

El Alcalde se pronuncia mediante decretos y se desempeña como representante legal, judicial y extrajudicial del municipio. El actual Alcalde municipal es Gabriel Rey Musa (2024-2027), elegido por voto popular.

## Servicios públicos
- Energía Eléctrica: Afinia, del grupo EPM, es la empresa prestadora del servicio de energía eléctrica.
- Gas Natural: Surtigas es la empresa distribuidora y comercializadora de gas natural en el municipio.